# Джованни делла Ровере
Джованни делла Ровере (итал. Giovanni Della Rovere; 14 января 1457, Савона — 6 ноября 1501, Рим) — итальянский кондотьер, племянник папы римского Сикста IV и брат папы Юлия II.

## Биография
Благодаря своему дяде, папе Сиксту IV, Джованни в 1474 году становится синьором Сенигаллии и папским викарием в Мондавио. В следующем году он получил должность префекта города Рима, а также герцогства Арче и Сора. Кроме того, командуя папскими войсками, Джованни занимал должность капитан-генерала Церкви.
Влияние герцога ди Сора существенно возросло в результате победы короля Франции Карла VIII над Альфонсо II Арагонским и захватом французами Неаполя. Сразу после этого на территории герцогства Сора был создан союз лацио-абруццких дворян, направленный против восстановления в Италии власти Арагонской династии и содействовавший укреплению власти крупных феодалов долины реки Лири. Одним из руководителей этого союза стал Джованни делла Ровере. Однако последующее увеличение власти Габсбургов в Европе привело к падению влияния данного союза.

## Семья
Жена: Джованна ди Монтефельтро (1463—1514).
Дети: Мария Джованна (1486—1538), Джироламо (1487—1492), Беатриче (1488—1505), Франческо Мария I делла Ровере, Федерико (1491—1494), Костанца (1492—1507).